# Pedemonte
Pedemonte település Olaszországban, Veneto régióban, Vicenza megyében. Lakosainak száma 665 fő (2023. január 1.). Pedemonte Lavarone, Lastebasse, Luserna és Valdastico községekkel határos.

## Népesség
A település népességének változása:
| Lakosok száma | 751  | 740  | 665  |
|               | 2017 | 2018 | 2023 |